# NGC 6435
NGC 6435 est une galaxie elliptique (?) compacte située dans la constellation du Dragon. Sa vitesse par rapport au fond diffus cosmologique est de 8 432 ± 50 km/s, ce qui correspond à une distance de Hubble de 124,4 ± 8,7 Mpc (∼406 millions d'al). NGC 6435 a été découverte par l'astronome américain Lewis Swift en 1887.